# Ponjušina
Ponjušina je naseljeno mjesto u općini Fojnica, Federacija Bosne i Hercegovine, BiH.
Nalazi se oko 5 kilometara jugoistočno od Fojnice.

## Stanovništvo

### 1991.
Nacionalni sastav stanovništva 1991. godine, bio je sljedeći:
ukupno: 71
- Hrvati - 71

### 2013.
Nacionalni sastav stanovništva 2013. godine, bio je sljedeći:
ukupno: 31
- Hrvati - 31

## Vanjske poveznice
- Satelitska snimka[neaktivna poveznica]